# Bathyraja richardsoni
Bathyraja richardsoni es una especie de pez de la familia de los Rajidae en el orden de los Rajiformes.

## Morfología
- Los machos pueden llegar a alcanzar los 175 cm de longitud total.
- Es de color grisáceo.

## Reproducción
Es ovíparo y las hembras ponen huevos envueltos en una cápsula córnea.

## Alimentación
Come principalmente peces hueso y, también, pequeñas cantidades de gambas.

## Hábitat
Es un pez marino y de aguas profundas que vive entre 1370 y 2500 m de profundidad.

## Distribución geográfica
Se encuentra en el Canadá, Francia y Nueva Zelanda.

## Observaciones
Es inofensivo para los humanos.